# 다윗 왕 호텔 폭탄 테러
1946년 7월 22일, 예루살렘의 다윗 왕 호텔 남쪽 별관에 위치했던 팔레스타인 위임통치령의 영국 행정 본부가 전투적인 우익 시온주의 지하 조직인 이르군에 의해 테러 공격을 받아 폭탄 테러를 당했다. 이 사건은 유대인 반란 기간 동안 일어났다. 아랍인, 영국인, 유대인을 포함한 다양한 국적의 91명이 사망하고 46명이 부상당했다.
호텔은 팔레스타인 영국 위임통치 당국의 중앙 사무실, 주로 팔레스타인 정부 사무국과 팔레스타인 위임통치령 및 트란스요르단 주둔 영국군 본부의 위치였다. 공격 계획 당시 팔레스타인의 주요 유대인 준군사 단체인 하가나의 승인을 받았지만, 이르군은 이를 알지 못한 채 작전이 수행될 때쯤 취소되었다. 폭탄 테러의 주된 동기는 위임 통치 당국의 일련의 습격인 아가타 작전 중에 확보된, 영국에 대한 공격에 유대인 기관을 연루시키는 문서를 파괴하기 위함이었다. 이 사건은 위임 통치 시대(1920~1948) 동안 영국을 겨냥한 가장 치명적인 공격이었다.
이르군 대원들은 아랍인 노동자와 호텔 웨이터로 위장하여 호텔 본관 지하에 폭탄을 설치했으며, 그곳의 남쪽 별관에는 위임 통치 사무국과 영국군 본부의 일부 사무실이 있었다. 그 결과 폭발로 인해 호텔 남쪽 별관의 서쪽 절반이 붕괴되었다. 일부 사망자와 부상자는 호텔 밖 도로와 인접 건물에서 발생했다.
경고의 시기와 적절성에 대한 논란이 일었다. 이르군은 나중에 전화로 경고가 전달되었다고 진술했다. 서스턴 클라크는 첫 경고가 16세 신병에 의해 폭발 15분 전에 호텔 교환대에 전달되었다고 진술했다. 영국 정부는 심문 후 사무국에 있는 "조치를 취할 권한이 있는 공식 직위에 있는" 누구도 경고를 받지 못했다고 밝혔다.

## 배경

### 동기

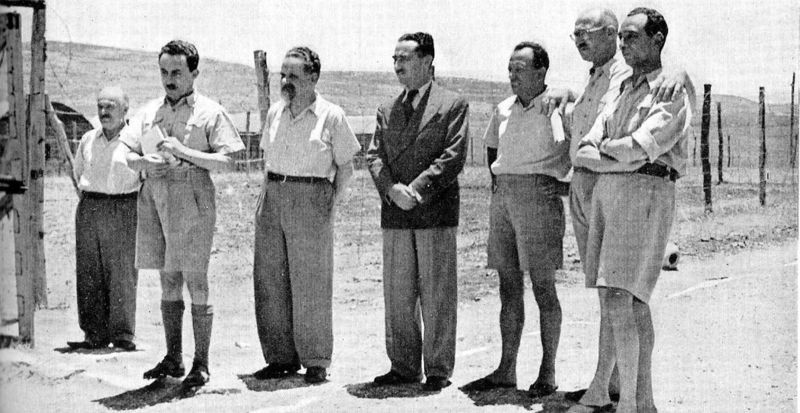
아가타 작전에서 체포된 시온주의 지도자들. 왼쪽부터: 다비드 레메즈, 모셰 샤레트, 이츠하크 그루엔바움, 도브 요세프, 센카르스키, 다비드 하코헨, 할페린.

이르군은 이스라엘에서는 "검은 토요일"로 알려진 아가타 작전에 대한 응답으로 이 공격을 저질렀다. 영국군은 6월 29일 유대인 기관을 수색하여 영국에 대한 유대인 반란에 하가나를 직접 연루시키는 많은 양의 문서를 압수했다. 정보는 다윗 왕 호텔로 옮겨졌고, 처음에는 남쪽 별관 사무실에 보관되었다. 이르군은 incriminating 문서를 파괴하기 위해 호텔의 그 별관을 파괴하기로 결정했다.

### 호텔 구조
1932년에 예루살렘 최초의 현대식 고급 호텔로 문을 연 6층 호텔은 I자형 평면을 가지고 있었으며, 북쪽과 남쪽 별관을 연결하는 긴 중앙축이 있었다. 주요 도로인 줄리안 웨이(Julian's Way)는 호텔 서쪽과 평행하게 가깝게 뻗어 있었다. 프랑스 영사관이 위치하고 호텔 서비스 입구로 접근할 수 있는 비포장 도로가 호텔 북쪽 끝을 지나서 뻗어 있었다. 정원과 올리브 나무 숲은 공원으로 지정되어 있었고 다른 면을 둘러싸고 있었다.

### 정부 및 군사적 사용
1946년, 사무국은 호텔 남쪽 별관의 대부분을 차지하고 있었고, 군사 본부는 남쪽 별관의 최상층과 호텔 중앙의 최상층, 2층, 3층을 차지하고 있었다. 군용 전화 교환실은 지하실에 위치해 있었다. 부속 건물에는 군사 경찰과 팔레스타인 경찰의 형사 수사부 지부가 있었다.
호텔 객실은 1938년 말에 처음으로 임시로 사용되기로 되어 있었다. 사무국과 육군 본부를 위한 영구 건물을 세울 계획이 이미 세워졌지만, 제2차 세계 대전이 발발하자 이 계획은 취소되었고, 그 시점에 호텔 객실의 3분의 2 이상이 정부 및 군사 목적으로 사용되고 있었다.
1946년 3월, 영국 노동당 소속 하원의원 리처드 크로스먼은 호텔에서의 활동을 다음과 같이 묘사했다. "사립 탐정, 시온주의 요원, 아랍 셰이크, 특파원 등 모두가 서로의 이야기를 조용히 엿듣기 위해 앉아 있다." 보안 분석가 브루스 호프만은 호텔이 "팔레스타인에서 영국 통치의 신경 센터 역할을 했다"고 썼다.

### 이전 공격
이르군 작전 책임자 아미차이 파글린은 영국군 공병들이 V3라고 부르던 사거리 4마일의 원격 조종 박격포를 개발했다. 1945년에 이 박격포를 사용하여 여러 경찰서에 대한 공격이 실행된 후, 6개의 V3가 다윗 왕 호텔 남쪽 올리브 나무 숲 공원에 묻혔다. 3개는 정부 인쇄소를, 3개는 호텔 자체를 겨냥했다. 목표는 국왕의 생일에 발사하는 것이었지만, 하가나는 이 계획을 알게 되었고 유대인 기관의 테디 콜렉을 통해 영국에 경고했다. 육군 새퍼들은 묻힌 V3를 찾아 제거했다. 또 다른 경우에는 미상의 단체 회원들이 호텔에 수류탄을 던졌지만 빗나갔다.

## 준비

### 계획
하가나의 지도자들은 처음에는 이 아이디어에 반대했다. 1946년 7월 1일, 하가나 총사령관 모셰 스네는 당시 이르군 지도자 메나헴 베긴에게 '치킨'이라는 암호명으로 다윗 왕 호텔에서 작전을 수행하라고 지시하는 편지를 보냈다. 이 프로젝트에 대한 승인에도 불구하고, 정치 상황의 변화에 따라 하가나는 작전 실행에 반복적인 지연을 요청했다. 이 계획은 이르군의 작전 책임자 아미차이 파글린(이르군 암호명 '기디')과 팔마흐 사령관 이츠하크 사데 사이에서 최종 확정되었다.
계획에 따르면, 이르군 요원들은 아랍인으로 위장하고, 지도자인 기디는 호텔의 특징적인 수단 웨이터 중 한 명으로 위장하여 우유 통에 숨긴 폭발물을 들고 지하실 서비스 입구를 통해 건물에 들어갈 예정이었다. 통은 영국 당국이 사용하는 대부분의 사무실이 위치한 별관을 지지하는 주요 기둥 옆에 놓일 예정이었다. 기둥들은 레장스(Régence)라는 지하실 나이트클럽에 있었다. 계획의 최종 검토에서 공격은 7월 22일 11시에 발생하기로 결정되었는데, 이때는 폭탄이 설치될 장소인 지하실 커피숍에 사람이 없을 시간이었다. 이 시간에도 호텔에 더 쉽게 들어갈 수 있었다.
레장스에 14시 이후에 폭탄을 설치하는 것은 불가능했을 것이다. 그 이후에는 항상 손님들로 가득 차 있었기 때문이다. 타이밍은 또한 레히가 데이비드 브라더스 빌딩의 정부 사무실에 대한 다른 공격과 동시에 이루어지도록 하는 원래 의도에 의해 결정되었다. "당신의 종이자 구원자 작전"이라는 암호명으로 불린 이 작전은 마지막 순간에 취소되었다. 이르군은 계획의 세부 사항이 민간인 사상자를 최소화하는 것을 목표로 했다고 말했다. 이르군 보고서에는 전체 지역을 대피시키기 위한 명시적인 예방 조치가 포함되어 있었다고 한다. 이로 인해 나중에 하가나와 이르군 사이에 비난이 오갔다. 하가나는 사무실에 사람이 더 적을 늦은 시간에 공격이 이루어져야 한다고 명시했었다고 말했다.

### 경고

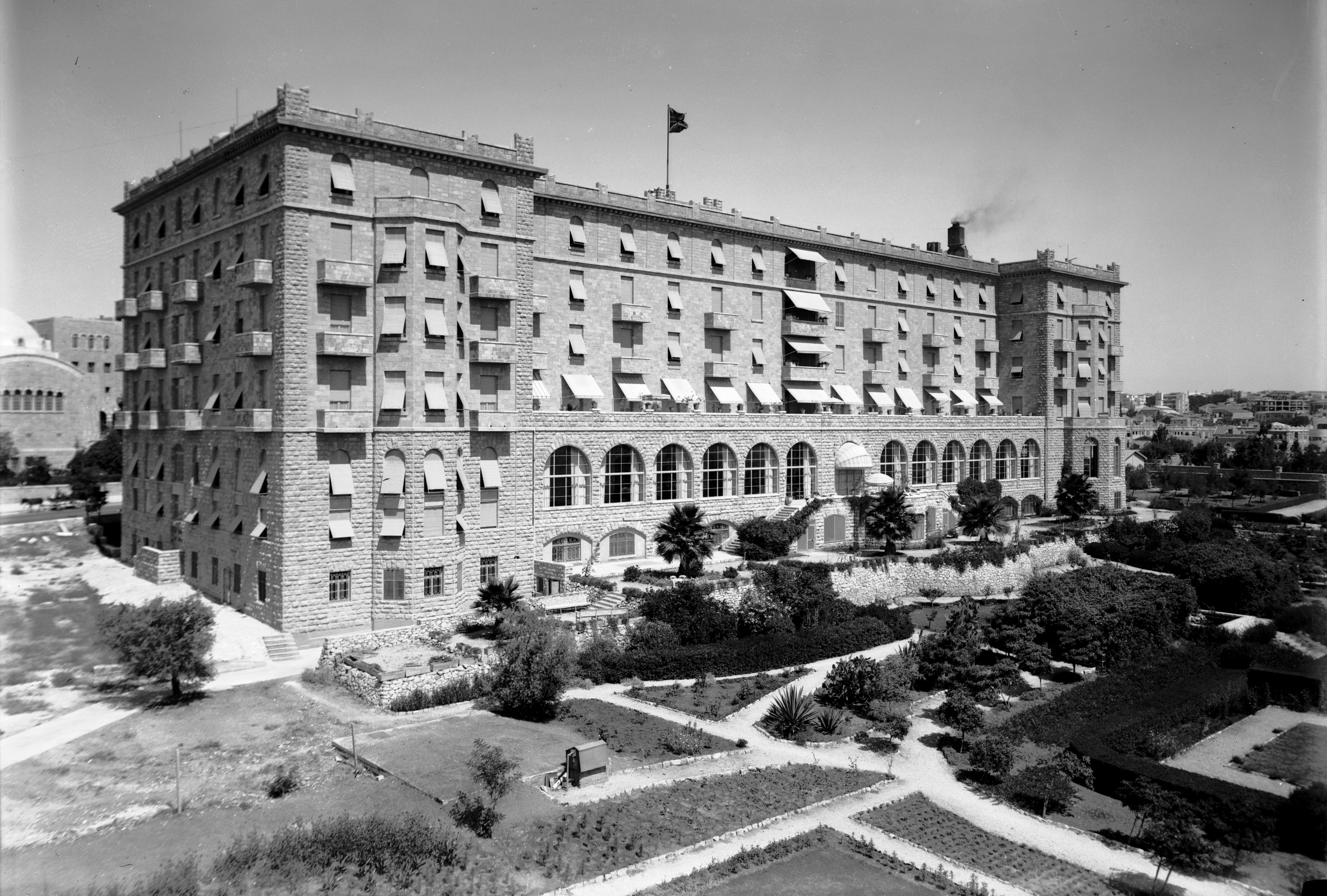
호텔 후면, 1931년

폭탄 테러 이후, 경고가 언제 보내졌고 영국 당국이 어떻게 반응했는지에 대한 많은 논란이 있었다. 이르군 대표들은 항상 폭발 훨씬 전에 경고가 주어졌으므로 호텔을 대피시킬 충분한 시간이 있었다고 주장했다. 예를 들어, 메나헴 베긴은 전화 메시지가 폭발 25~27분 전에 전달되었다고 썼다. 영국 정부는 폭탄 테러 5개월 후, 후속 심문과 모든 조사가 완료된 후, 사무국에 있는 "어떤 조치를 취할 권한이 있는 공식 직위에 있는" 누구도 그러한 경고를 받지 못했다고 밝혔다. 베긴은 팔레스타인 위임 통치 수석 비서관 존 쇼(John Shaw)가 경고를 무시했다고 직접 비난했지만, 그는 경고를 받지 못했다고 부인했다. (참조: 존 쇼 경 논란)
미국 작가 서스턴 클라크의 폭탄 테러 분석은 전화 통화 및 폭발 시간을 제시했는데, 그는 폭발이 12:37에 일어났다고 말했다. 그는 이르군 계획의 일부로 16세 신병인 아디나 헤이(별명 테히아)가 공격 전에 세 번의 경고 전화를 걸었다고 진술했다. 12:22에 호텔 교환대 전화 교환원에게 히브리어와 영어로 첫 번째 전화가 걸렸다(사무국과 군대는 각각 자체의 별도 전화 교환실을 가지고 있었다). 이는 무시되었다. 12:27에 두 번째 경고 전화가 호텔 북동쪽에 인접한 프랑스 영사관으로 걸렸다. 이 두 번째 전화는 진지하게 받아들여졌고, 직원들은 폭발의 영향을 줄이기 위해 건물 내부의 창문을 열고 커튼을 닫았다. 12:31에 팔레스타인 포스트 신문에 세 번째이자 마지막 경고 전화가 걸렸다. 전화 교환원은 팔레스타인 경찰 CID에 메시지를 보고했다. 그런 다음 호텔 교환대에 전화했다. 호텔 교환원은 호텔 관리자 중 한 명에게 위협을 보고했다. 이 경고로 인해 지하실에서 우유 통이 발견되었지만, 그때는 이미 너무 늦었다.
베긴은 자신의 회고록에서 영국인들이 고의적으로 대피하지 않아 유대인 무장 단체를 비난할 기회를 만들었을 수도 있다고 주장했다.

### 누출 및 소문
팔레스타인 시간 정오 직후, 런던 UPI 지국은 '유대인 테러리스트들이 방금 다윗 왕 호텔을 폭파했다!'는 짧은 메시지를 받았다. 이를 보낸 UPI 현지 통신원인 이르군 대원은 동료들보다 먼저 특종을 잡고 싶었다. 작전이 한 시간 연기된 것을 모르고, 그는 작전이 완료되기 전에 메시지를 보냈다. 지국장은 더 많은 세부 사항과 추가 확인이 있을 때까지 기사를 게재하지 않기로 결정했다. 다른 누출도 있었다.

## 실행
가해자들은 오전 7시에 베이트 아하론 탈무드 토라에서 만났다. 이때 그들은 처음으로 목표를 통보받았다. 이 공격은 6개의 폭탄에 걸쳐 약 350 kg (770 lb)의 폭발물을 사용했다. 베긴에 따르면, 데이비드 브라더스 빌딩에 대한 공격 취소에 대한 "협의"로 인해 작전이 지연되어 계획보다 한 시간 늦은 12시경에 시작되었다.
라 레장스 카페에 폭탄을 설치한 후, 이르군 대원들은 재빨리 빠져나와 호텔 밖 거리에서 작은 폭발물을 터뜨렸는데, 이는 지나가는 사람들을 해당 지역에서 떨어뜨려 놓기 위함이었다고 한다. 폭탄 테러 이후 작성된 경찰 보고서에 따르면, 이 폭발로 인해 호텔에서 구경꾼들이 지하실에 설치된 폭탄 바로 위인 남서쪽 모퉁이에 모이게 되어 더 많은 사망자가 발생했다. 첫 번째 폭발은 또한 지나가던 버스가 옆으로 전복된 후 사무국으로 옮겨진 부상당한 아랍인들이 호텔에 있게 만들었다. 주방에 있던 아랍인 노동자들은 그렇게 하라는 말을 듣고 도망쳤다.
이르군 사상자는 아브라함 아브라모비치와 이츠하크 차도크 두 명이었다. 카츠가 쓴 이르군 폭탄 테러 기록 중 하나에 따르면, 이 둘은 호텔에 처음 접근했을 때 의심을 품은 영국군 두 명과 사소한 총격전이 벌어지면서 총에 맞았다. 예후다 라피돗의 기록에 따르면, 이들은 공격 후 철수하다가 총에 맞았다. 후자의 기록은 베셀과 서스턴 클라크가 제시한 사건 버전과 일치한다. 베셀에 따르면, 아브라모비치는 다른 6명의 남자와 함께 택시 탈출차에 겨우 도착했다. 차도크는 다른 남자들과 함께 걸어서 탈출했다. 둘 다 다음 날 예루살렘의 유대인 구시가지에서 경찰에 의해 발견되었고, 아브라모비치는 이미 부상으로 사망한 상태였다.

## 폭발 및 여파

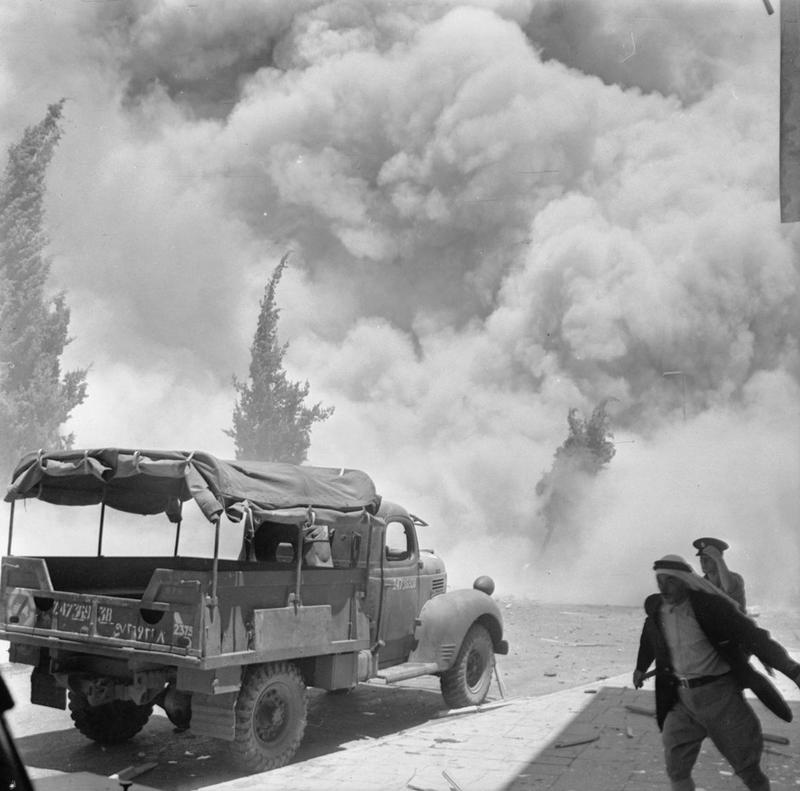
다윗 왕 호텔에서 두 번째 폭탄의 폭발

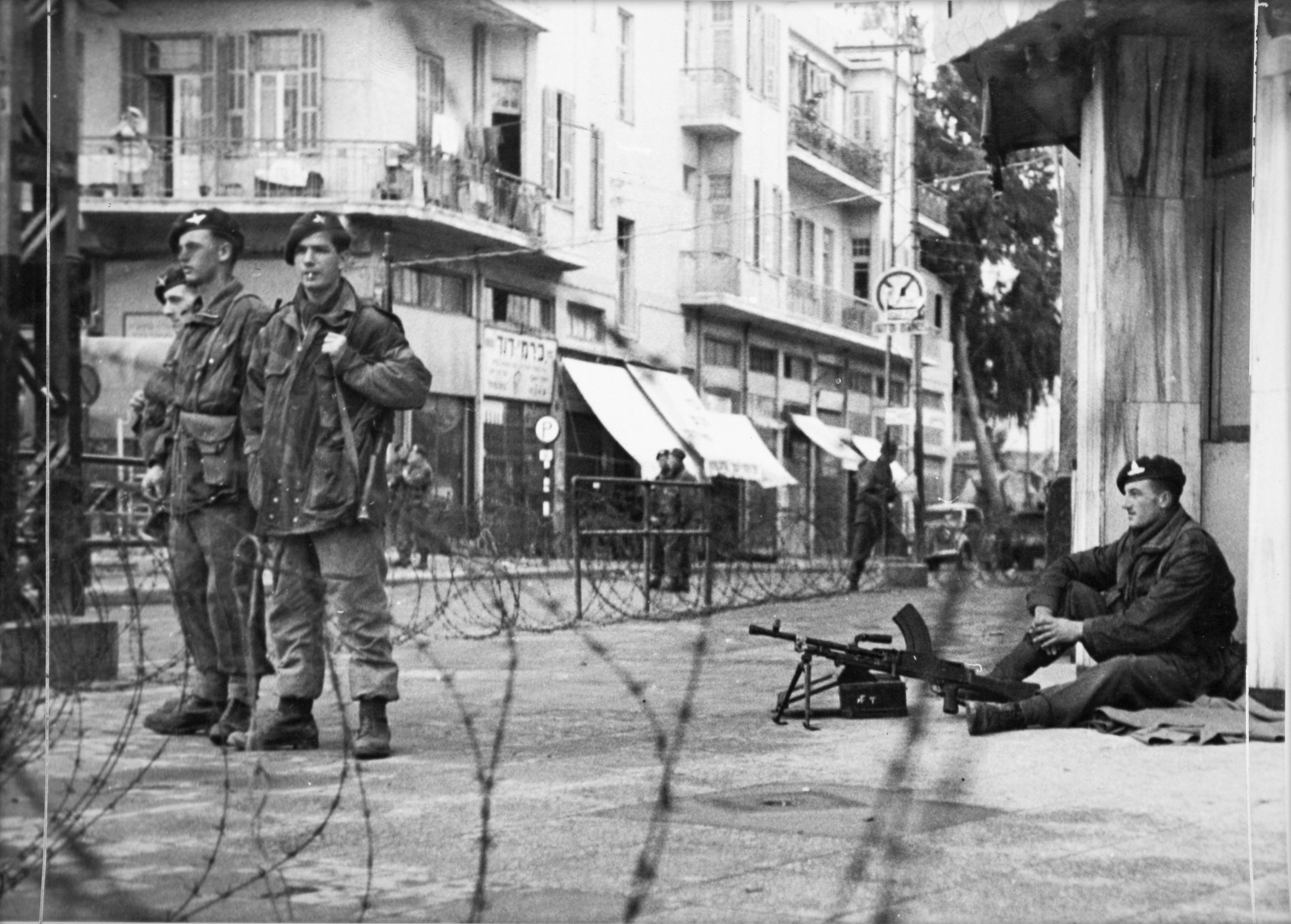
영국군 공수부대원들이 1946년 7월 다윗 왕 호텔 폭탄 테러 이후 텔아비브에서 통행금지령을 시행하고 있다. 사진작가: 하임 파인, 러시아 에마뉘엘 컬렉션, 이스라엘 국립도서관 소장.

폭발은 12시 37분에 발생했다. 이로 인해 호텔 남쪽 별관의 서쪽 절반이 붕괴되었다. 폭발 직후, 영국 육군 공병대 구조대원들이 중장비와 함께 도착했다. 그날 밤 늦게, 공병들은 세 그룹으로 나뉘어 각 그룹이 8시간 교대로 작업했다. 구조 작업은 다음 사흘 동안 계속되었고, 2,000대의 트럭 분량의 잔해가 제거되었다. 잔해와 잔해더미에서 구조대원들은 6명의 생존자를 구출하는 데 성공했다. 가장 마지막으로 살아있는 채로 발견된 사람은 부비서 도닝 C. 톰슨으로, 폭발 31시간 후였지만 그는 일주일 조금 넘게 살아남았다.
91명이 사망했으며, 대부분 호텔 직원 또는 사무국 직원이었다. 21명은 로버트 파우스 플랫 부비서관(피해자 중 최고위 관리)과 7명의 보조 비서관을 포함한 1급 공무원이었다. 49명은 2급 사무원, 타이피스트, 메신저, 사무국 하급 직원, 호텔 직원 및 식당 직원이었다. 13명은 군인, 3명은 경찰, 5명은 행인이었다. 국적별로는 아랍인 41명, 영국 시민 28명, 유대인 17명, 아르메니아인 2명, 러시아인 1명, 그리스인 1명, 이집트인 1명이었다. 49명이 부상당했다. 일부 사망자와 부상자는 호텔 밖 도로와 인접 건물에서 발생했다. 폭발로 인해 우편국장 제럴드 케네디는 호텔에서 길 건너편 YMCA 건물 벽으로 날아가 시신을 긁어내야 했다. 사망자 중 13명은 신원을 확인할 수 있는 흔적이 발견되지 않았다. 사망자 중에는 이르군 지지자 율리우스 제이콥스와 시온주의 작가이자 정부 관리인 에드워드 스펄링이 있었다. 폭탄 테러 직후, 위임통치 정부는 상어 작전을 계획하기 시작했다.

## 반응

### 영국 반응
폭탄 테러는 영국 내 여론을 격분시켰다. 폭탄 테러 이후 영국 신문들은 정부가 유대인 준군사 조직에 맞서 승리하고 있다는 정부의 주장이 폭탄 테러로 인해 무색해졌다고 주장하는 사설을 실었다. 맨체스터 가디언은 팔레스타인 내 영국의 "강경책"이 더 많은 테러를 초래하고 국내 상황을 악화시켰으며, 이는 정부가 의도했던 것과는 정반대의 결과라고 주장했다.
영국 하원에서 연설자들은 모두 분노를 표출했다. 전 총리이자 시온주의의 저명하고 열정적인 지지자였던 윈스턴 처칠은 이 공격을 비판했다. 그는 또한 이 폭탄 테러를 위임통치 제도의 문제와 연관시키며 팔레스타인으로의 추가 유대인 이민을 허용해야 한다고 주장했다. 팔레스타인 정부 수석 비서관 존 쇼 경은 사망자 대부분이 자신의 개인 직원들이었다고 언급했다. "영국인, 아랍인, 유대인, 그리스인, 아르메니아인; 고위 장교, 경찰, 내 당직자, 내 운전사, 심부름꾼, 경비원, 남녀 — 젊은이와 노인 — 그들은 나의 친구들이었다."
영국 총리 클레멘트 애틀리는 하원에서 다음과 같이 발언했다.

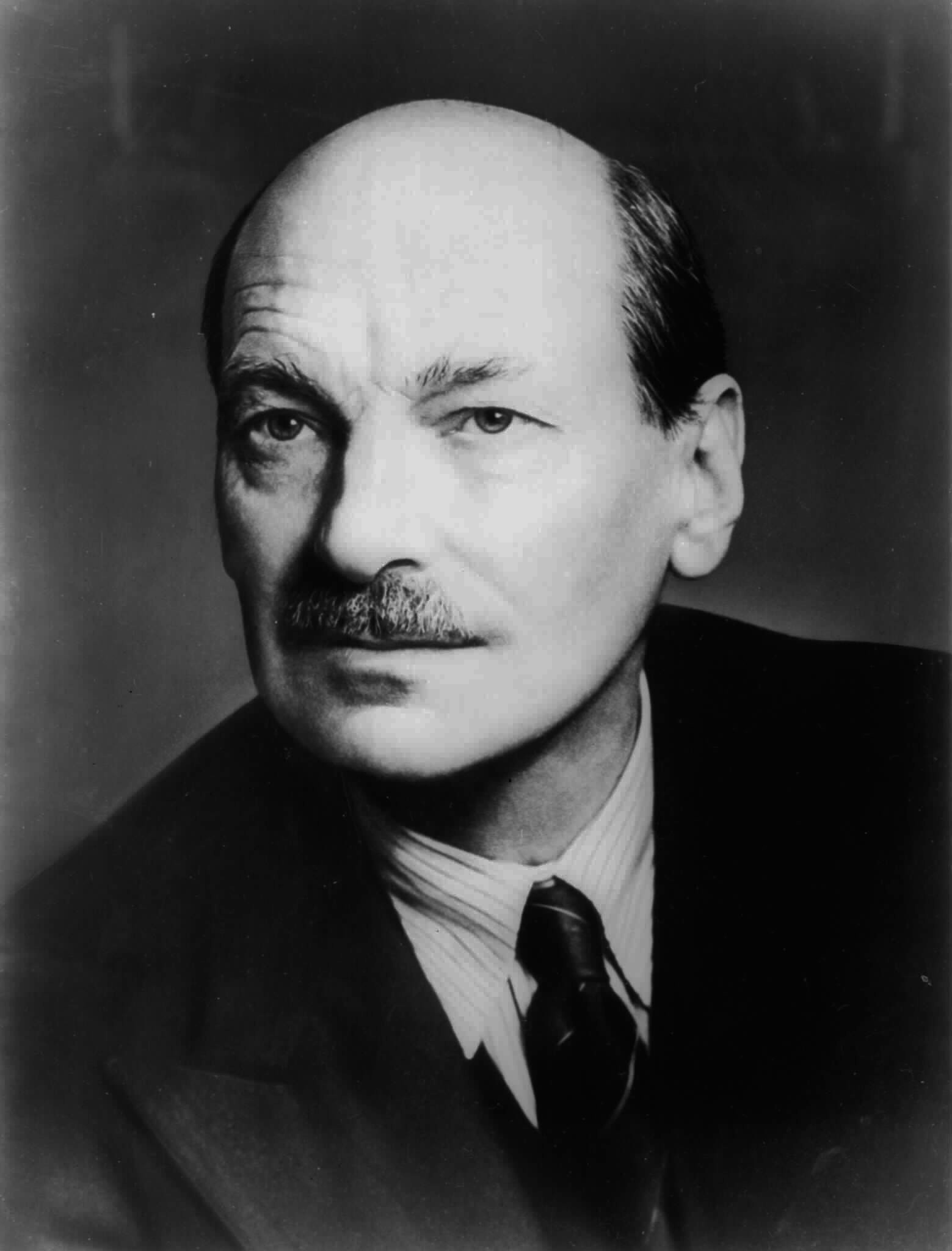
영국 총리 클레멘트 애틀리

존경하는 의원 여러분은 어제 예루살렘에서 저질러진 잔인하고 살인적인 범죄에 대해 끔찍하게 들으셨을 것입니다. 지난 몇 달 동안 팔레스타인에서 발생한 수많은 끔찍한 만행 중 이것이 최악입니다. 이 미친 테러 행위로 인해 93명의 무고한 사람들이 죽거나 잔해 속에서 실종되었습니다. 최신 사상자 수는 사망 41명, 실종 52명, 부상 53명입니다. 현재 예루살렘에서 받은 다음 공식 보고서 외에 추가 정보는 없습니다.

일종의 양동 작전으로 추정되는 작은 폭탄이 거리에서 폭발한 후(이것은 거의 피해를 입히지 않았습니다), 트럭 한 대가 다윗 왕 호텔의 상인 출입구까지 운전해 왔고, 탑승자들은 총을 겨누고 직원들을 제압한 후 여러 개의 우유 통을 들고 주방으로 들어갔습니다. 이 과정에서 그들은 간섭하려던 영국군 병사를 총으로 쏴 중상을 입혔습니다. 현재까지의 모든 정보에 따르면 그들은 유대인들이었습니다. 호텔 지하실 어딘가에 폭탄을 설치했고, 폭탄은 잠시 후 폭발했습니다. 그들은 무사히 도주한 것으로 보입니다.

이 만행의 가해자들을 확인하고 체포하기 위해 모든 노력이 기울여지고 있습니다. 즉시 조직된 잔해 구조 작업은 여전히 진행 중입니다. 정확한 정보가 입수되는 대로 사망자의 유족에게 전보로 통지되고 있습니다. 하원 의원들은 이 비열한 만행으로 사망한 유족들과 부상당한 분들께 깊은 애도를 표할 것입니다.

공격 전 어느 시점에 원수 버나드 몽고메리, 곧 영국 육군 참모총장이 될 그는 육군 중장 이글린 바커 경, 팔레스타인 및 트란스요르단 주둔 영국군 사령관에게 영국 군인들에게 그들이 잔인하고 광신적이며 교활한 적을 상대하고 있으며, 누가 친구이고 누가 적인지 알 수 없다는 점을 강조하라고 말했다. 몽고메리에 따르면 여성 테러리스트도 있었기 때문에 현지 주민과의 프라터니징은 모두 중단되어야 했다. 폭탄 테러 발생 몇 분 만에 바커는 이 지시를 "모든 유대인 오락 시설, 카페, 식당, 상점 및 개인 주택"을 모든 계급의 출입 금지 구역으로 지정하는 명령으로 전환했다. 그는 이렇게 결론지었다. "이러한 조치가 군인들에게 어느 정도 어려움을 줄 것이라는 점을 인정하지만, 내 이유가 충분히 설명되면 그들은 그 타당성을 이해할 것이고, 주머니에 타격을 입히고 그들에 대한 우리의 경멸을 보여줌으로써 그 인종이 가장 싫어하는 방식으로 유대인들을 처벌할 것이라고 확신한다." 미래의 이스라엘 외교관 아바 에반, 당시 영국군 장교는 이 명령을 언론에 유출했다. 바커의 표현은 반유대주의로 해석되어 영국에 대한 많은 분노와 나쁜 평판을 초래했다. 바커는 이 스캔들로 인해 거의 해고될 뻔했지만, 바커가 해고되면 몽고메리가 사임하겠다는 위협 덕분에 그의 직위를 유지할 수 있었다.
이 공격은 당시 막바지 단계에 있던 팔레스타인에 대한 영국-미국 협정에 대한 영국의 입장을 바꾸지 않았다. 1946년 7월 25일자 편지에서 애틀리 총리는 미국 대통령 해리 S. 트루먼에게 다음과 같이 썼다. "1946년 7월 22일 예루살렘에서 저질러진 비인간적인 범죄는 테러리즘에 대한 가장 강력한 조치를 요구한다는 점에 동의하실 것입니다. 그러나 무고한 나치 희생자들의 고통을 고려할 때, 이는 가능한 한 빨리 팔레스타인에 평화를 가져올 정책을 도입하는 것을 방해해서는 안 됩니다."

### 이스라엘 및 시온주의자 반응
유대인 정치 지도부는 공개적으로 이 공격을 비난했다. 유대인 기관은 "오늘 범죄 조직에 의해 저질러진 비열하고 비할 데 없는 행위에 대한 끔찍한 감정"을 표명했다. 유대인 국가 의회는 폭탄 테러를 비난했다. 예루살렘 포스트에 따르면, "하가나는 다윗 왕 폭탄 테러를 승인했지만, 전 세계적인 비난으로 인해 조직은 공격과의 거리를 두게 되었다." 다비드 벤구리온은 공격 후 이르군을 "유대 민족의 적"으로 간주했다. 팔레스타인 유대인 신문 하초페는 이르군 가해자들을 "파시스트"라고 불렀다.
이르군은 공격에 대한 책임을 인정하고 유대인 희생자들을 애도하며, 경고에 응답하지 않은 것에 대해 영국을 비난하는 첫 성명을 발표했다. 1년 후인 1947년 7월 22일, 그들은 "연합 저항군 본부로부터 가능한 한 빨리 다윗 왕 호텔의 정부 청사에 대한 공격을 수행하라는 지시를 담은 편지"에 따라 행동했다고 밝히는 새로운 성명을 발표했다. 이르군의 라디오 네트워크는 유대인 희생자들을 애도할 것이지만 영국인 희생자들은 애도하지 않을 것이라고 발표했다. 이는 영국이 나치 홀로코스트에서 사망한 수백만 명의 유대인들을 애도하지 않았다는 주장에 의해 설명되었다. 가장 많은 희생자 그룹인 아랍인 사망자에 대해서는 어떠한 유감도 표명되지 않았다.
영국 노동당 하원의원 리처드 크로스먼은 영미 위원회 경험으로 시온주의에 동정적이게 되었는데, 공격 직후 하임 바이츠만을 방문했다. 바이츠만의 시온주의 폭력에 대한 양가감정이 대화에서 드러났다. 그는 폭력을 비난하면서도 그 원인에 공감한다고 밝혔다. 다윗 왕 호텔 폭탄 테러가 언급되자 바이츠만은 울기 시작했다. "우리 아이들이 자랑스럽지 않을 수 없다. 독일군 본부였다면 빅토리아 십자 훈장을 받았을 텐데."

## 존 쇼 경 논란
폭발 당시 수석 비서관 존 쇼 경은 파괴된 서쪽 절반이 아닌 남쪽 별관의 동쪽 절반에 있는 자신의 사무실에 있었다. 유대인 무장 단체들은 사망의 책임을 쇼에게 돌리려 했다.
베긴은 쇼가 호텔 대피 실패에 책임이 있다고 말했다. "경찰관이 쇼에게 전화해서 '유대인들이 다윗 왕 호텔에 폭탄을 설치했다고 말합니다'라고 말했다. 그러자 답은 '나는 유대인들에게 명령을 내리는 사람이지 그들로부터 명령을 받는 사람이 아니다'였다." 1947년 이르군 소책자 블랙 페이퍼는 쇼가 누구도 호텔을 떠나는 것을 금지했다고 말했다. "자신만이 아는 이유로 점령 행정부의 수석 비서관 쇼는 경고를 무시했다. 즉, 그는 다른 관리들이 건물을 떠나는 것을 금지했고, 그 결과 그의 협력자 중 일부는 사망했고, 그는 폭발 후까지 몰래 숨어 있었다. ... 쇼는 그렇게 거의 100명의 사람들을 죽음으로 보냈다. 그들 중에는 히브리인, 우리 투쟁의 친구들이 포함되어 있었다." 베긴은 폭탄 테러 다음 날인 7월 23일에 하가나 참모총장 이스라엘 갈릴리를 만났을 때 쇼에 대한 정보를 들었다고 말했다. 베셀과의 인터뷰에서 갈릴리는 쇼 이야기에 대한 자신의 출처가 이스라엘 정보국의 미래 수장이 될 보리스 구리엘이었으며, 그는 차례로 미국 AP 통신국장 카터 데이비슨에게서 들었다고 말했다. 서스턴 클라크는 1977년에 갈릴리와 구리엘 모두를 인터뷰했다. 구리엘은 자신이 이야기의 출처였다는 것을 부인했다. 갈릴리는 쇼가 경고를 받았다는 어떠한 증거도 제시할 수 없었다. 카터 데이비슨은 1958년에 사망하여 갈릴리가 말한 것을 확인하거나 부인하도록 요청할 수 없었다. 클라크의 평가는 쇼에 대한 이야기가 사실상 "이르군을 달래고 학살의 책임을 쇼에게 전가하기 위해 하가나가 퍼뜨린 근거 없는 소문"이었다는 것이다. 이르군 고위 사령부의 일원이었던 슈무엘 카츠는 나중에 "그 이야기는 일축될 수 있다"고 썼다.
1948년, 쇼는 베긴과 이르군 팸플릿에 의해 제기된 주장을 반복한 런던의 한 유대인 신문을 상대로 명예훼손 소송을 제기했다. 그 신문은 변호하지 않고 쇼에게 무조건적인 사과를 했다. 그가 유대인들로부터 명령을 받지 않는다고 말했다는 주장에 대해 쇼는 이렇게 말했다. "나는 결코 그런 진술을 하지 않았을 것이며, 나를 아는 누구도 그것이 내 성격에 맞는다고 생각하지 않을 것이다. 나는 유대인들을 그런 식으로 언급하지 않았을 것이다."
또한 1948년, 미국 작가 윌리엄 지프는 1938년에 출판한 자신의 책 『팔레스타인의 강간』의 개정판을 출간했는데, 이 책에는 블랙 페이퍼 팸플릿에 나온 이야기와 유사한, 갈릴리의 이야기가 과장된 버전이 포함되어 있었다. 이 책은 쇼가 주요 폭발 몇 분 전에 호텔에서 탈출하여 다른 투숙객들을 운명에 맡겼다고 주장했다. 쇼는 지프와 그의 영국 출판사를 상대로 또 다른 명예훼손 소송을 제기했다. 이스라엘 변호사들이 지프의 주장 버전을 뒷받침할 증거를 찾지 못하자, 책의 출판사들은 책을 회수하고 쇼에게 사과했다.
메나헴 베긴의 이르군에 관한 책인 『반란』은 1951년 영국에서 출판되었는데, "고위 관리"가 경고를 받았지만 제때 호텔을 대피시키는 것을 거부했다는 내용을 담고 있었다. 쇼는 이것이 자신을 지칭한다고 믿고 베긴과 그의 영국 출판사를 명예훼손으로 고소하는 것을 고려했으며 개인 변호사와 상담했지만, "고위 관리"에 대한 언급으로는 개인 명예훼손 주장을 정당화하기에 불충분하다는 이유로 만류되었다. 대신 그는 출판사에 책의 내용에 반대하는 편지를 썼다.
베셀은 폭발 당시 호텔 근처에 있던 모든 영국인 목격자들이 쇼의 말을 확인했다고 말한다. 그들 중 아무도 호텔 대피를 가능하게 할 만큼 충분한 시간에 경고가 보내졌다는 사실을 알지 못했다. 그들은 쇼가 자신들처럼 폭탄에 대해 미리 알지 못했고, 폭발 직전에 동료들의 생명을 위험에 빠뜨린 것에 대한 책임이 없다고 말했다. 유일한 비판은 쇼가 몇 주 전에 레장스 레스토랑을 폐쇄하고 서비스 입구에 경비원을 배치했어야 했다는 것이었다. 쇼는 그렇게 하지 않은 것이 실수였다는 점에 동의했다. 그렇게 하지 않기로 한 결정은 "모든 사람이 팔레스타인에서 정상적인 모습을 유지하라는 명령을 받고 있었다", "사회생활은 계속되어야 했다"는 점과 누구도 이르군이 많은 유대인 직원을 포함한 사무국 전체를 위험에 빠뜨릴 것이라고 믿지 않았기 때문이었다.
폭탄 테러 두 달 후, 쇼는 트리니다드 토바고의 고등 판무관으로 임명되었다. 이르군은 즉시 그에게 편지 폭탄을 보냈지만, 이는 가로채져 성공적으로 해체되었다.

## 유산 및 이후 보고

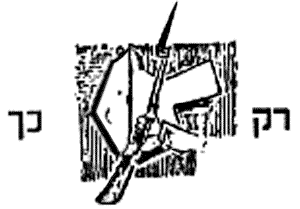
무장 캠페인에 사용된 히브리어 상징이 있는 이르군 엠블럼

### 현지에서
이 공격은 유대인 무장 단체와 위임 통치 정부 간의 갈등을 상당히 고조시켰다. 1946년 7월 30일 새벽, 수배 중인 지하 조직원들을 체포하기 위해 텔아비브에서 상어 작전이 개시되었다. 약 2만 명의 군인과 경찰로 구성된 4개 여단이 도시 주변에 경계선을 설치했다. 한 역사가는 나중에 이 상황을 "17만 명에 달하는 건초 더미에서 몇 개의 무장 세력을 찾는 것"이라고 묘사했다. 약 8백 명이 구금되어 라파 구금 캠프로 보내졌다.
이 공격으로 인해 영국 정부는 팔레스타인 유대인들의 시민 자유에 대한 매우 인기 없는 제한을 부과하게 되었다. 이러한 조치에는 무작위적인 개인 수색, 무작위적인 주택 수색, 군사적 통행금지령, 도로 봉쇄, 대량 체포 등이 포함되었다. 이러한 행동은 위임 통치 제도에 대한 영국의 대중적 지지를 더욱 약화시키고 유대인 인구를 소외시켰으며, 이는 베긴의 원래 의도와 일치했다.
폭탄 테러 이후, 이르군과 레히는 자신들의 작전을 강화하여 일련의 공격을 감행했다. 예루살렘 포스트에 따르면, 폭탄 테러는 이르군과 하가나와 같은 다른 시온주의 단체들 간의 연합 전선의 종말을 알렸다. 그 시점부터 그들 간의 관계는 더욱 적대적으로 변했다. 이르군 전 멤버와 지지자들은 이스라엘의 현대 역사 기록이 하가나와 같은 더 확고한 단체들에게 편향되어 있다고 주장한다.
폭탄 테러 이후, 호텔 단지는 1948년 5월 4일까지 영국에 의해 계속 사용되었다. 그 후 1947–1949년 팔레스타인 전쟁 종료부터 제3차 중동 전쟁까지 이스라엘 본부로 사용되었다. 이후 이스라엘은 호텔을 상업 목적으로 재개장했으며, 최근 몇 년 동안 방문하는 귀빈과 유명 인사들을 맞이했다.

### 테러리즘
이 폭탄 테러는 테러리즘의 실행과 테러리즘의 역사에 대한 문헌에서 논의되어 왔다. 이는 20세기 가장 치명적인 테러 공격 중 하나로 불려왔다.
보안 분석가 브루스 호프만은 1999년 저서 『테러리즘 내부(Inside Terrorism)』에서 이 폭탄 테러에 대해 다음과 같이 썼다.
"오늘날의 많은 테러 단체와 달리, 이르군의 전략은 의도적으로 민간인을 표적으로 삼거나 무차별적으로 해를 끼치는 것이 아니었다. 동시에, 베긴과 다른 변명자들이 경고가 발송되었다는 주장은 91명의 사망자와 45명의 부상자에 대해 단체나 지휘관을 면책할 수 없다... 실제로 이르군이 어떤 비치명적인 의도를 가졌든 안 가졌든, 거의 비할 데 없는 규모의 비극이 초래되었다는 사실은 변함이 없다... 그래서 오늘날까지 이 폭탄 테러는 20세기 세계에서 가장 치명적인 단일 테러 사건 중 하나로 남아 있다."
월터 엔더스와 토드 샌들러는 2006년 테러리즘의 정치 경제학에 관한 책에서 이 사건이 1980년대 테러 폭탄 테러의 모델을 제공했다고 이론화했다. 2006년 또 다른 책에서 거스 마틴은 이 공격이 성공적인 테러리즘의 가장 좋은 역사적 사례 중 하나라고 썼으며, 그에 따르면 이르군이 원했던 모든 것을 얻었다고 언급했다. 그는 이 폭탄 테러의 여파를 카를루스 마리겔라가 브라질 공산당과 함께 벌인 캠페인의 여파와 비교했다. 맥스 애브람스는 다윗 왕 호텔에서의 민간인 사망이 영국의 팔레스타인 철수를 앞당겼다는 견해에 이의를 제기하며, 유대인들을 포함한 광범위한 대중의 반발과 영국의 단속이 "이르군을 거의 파괴했다"며 "따라서 테러리즘이 성공했다는 강력한 예시라고 보기 어렵다"고 말했다.
이르군의 활동은 MI5에 의해 테러리즘으로 분류되었다. 이르군은 테러 조직 또는 테러 행위를 수행한 조직으로 간주되었다. 특히 이르군은 영국, 1946년 시온주의 회의, 그리고 유대인 기관에 의해 테러 조직으로 낙인 찍혔다. 베긴은 테러리스트와 자유 투사들의 차이점은 테러리스트들이 의도적으로 민간인을 표적으로 삼는다는 것이며, 이르군은 민간인 사상자를 피하려고 노력했으므로 테러리즘에 유죄가 아니라고 주장했다. 공격 60주년 기념 행사에서 당시 리쿠드 당 의장이자 크네세트 야당 대표였던 베냐민 네타냐후는 이 폭탄 테러가 군사적 목표를 가진 합법적인 행위이며, 민간인에게 해를 가하려는 테러 행위와는 다르다고 말했다.

### 군 및 경찰 보고서
폭탄 테러와 관련된 다양한 영국 정부 문서는 1978년 30년 규칙에 따라 공개되었으며, 여기에는 군 및 경찰 조사의 결과도 포함되었다. 이 보고서에는 폭탄 테러 후 열린 심문에서 제출된 증거를 포함하여 다른 증거와 모순되는 진술 및 결론이 포함되어 있다. 호텔의 보안에 부정적인 영향을 미치는 진술서는 군 보고서가 고등 판무관에게 제출되기 전, 그리고 런던 내각에 제출되기 전에 삭제되었다.
경찰 보고서는 프랑스 영사관으로 보낸 경고가 주요 폭발 5분 후에 접수되었다고 주장한다. 이는 폭발 5분 전에 영사관 직원들이 창문을 여는 것을 목격했다고 보고한 여러 목격자들의 증언과 모순된다. 이 보고서는 또한 팔레스타인 포스트에서 받은 경고가 폭발 후에야 접수되었다고 주장한다. 이 주장은 보고서에서 팔레스타인 포스트 직원 두 명의 증언으로 뒷받침되는데, 그 중 한 명은 자신이 작성한 진술을 철회하라는 팔레스타인 경찰의 압력을 받았다고 말했다.

### 60주년 기념 논란

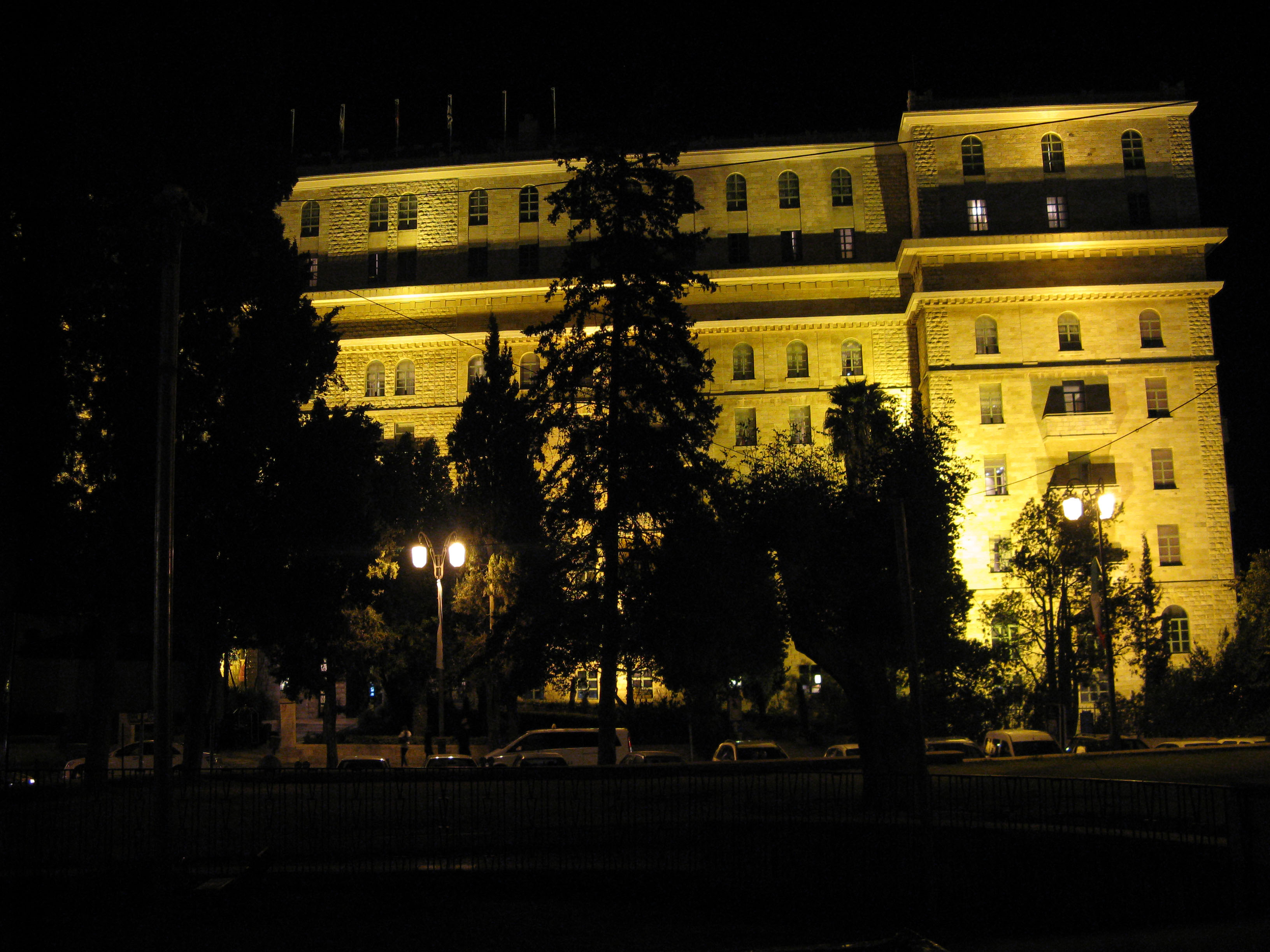
2008년의 호텔

2006년 7월, 메나헴 베긴 유산 센터는 폭탄 테러 60주년을 기념하는 컨퍼런스를 개최했다. 이 컨퍼런스에는 전현직 총리 베냐민 네타냐후와 이르군 전직 대원들이 참석했다. 폭탄 테러를 기념하는 명판에는 다음과 같이 쓰여 있다. "영국인만이 아는 이유로 호텔은 대피되지 않았다." 텔아비브 주재 영국 대사와 예루살렘 주재 총영사는 "수많은 인명 손실을 초래한 테러 행위를 기념하는 것은 옳지 않다"고 항의하며, 예루살렘 시장에게 그러한 테러 행위는 경고가 선행되었더라도 기릴 수 없다고 서한을 보냈다. 영국 정부는 또한 명판의 철거를 요구하며, 영국이 호텔 대피에 실패했다고 비난하는 진술이 사실이 아니며 "폭탄을 설치한 사람들의 책임을 면제해주지 않는다"고 밝혔다.

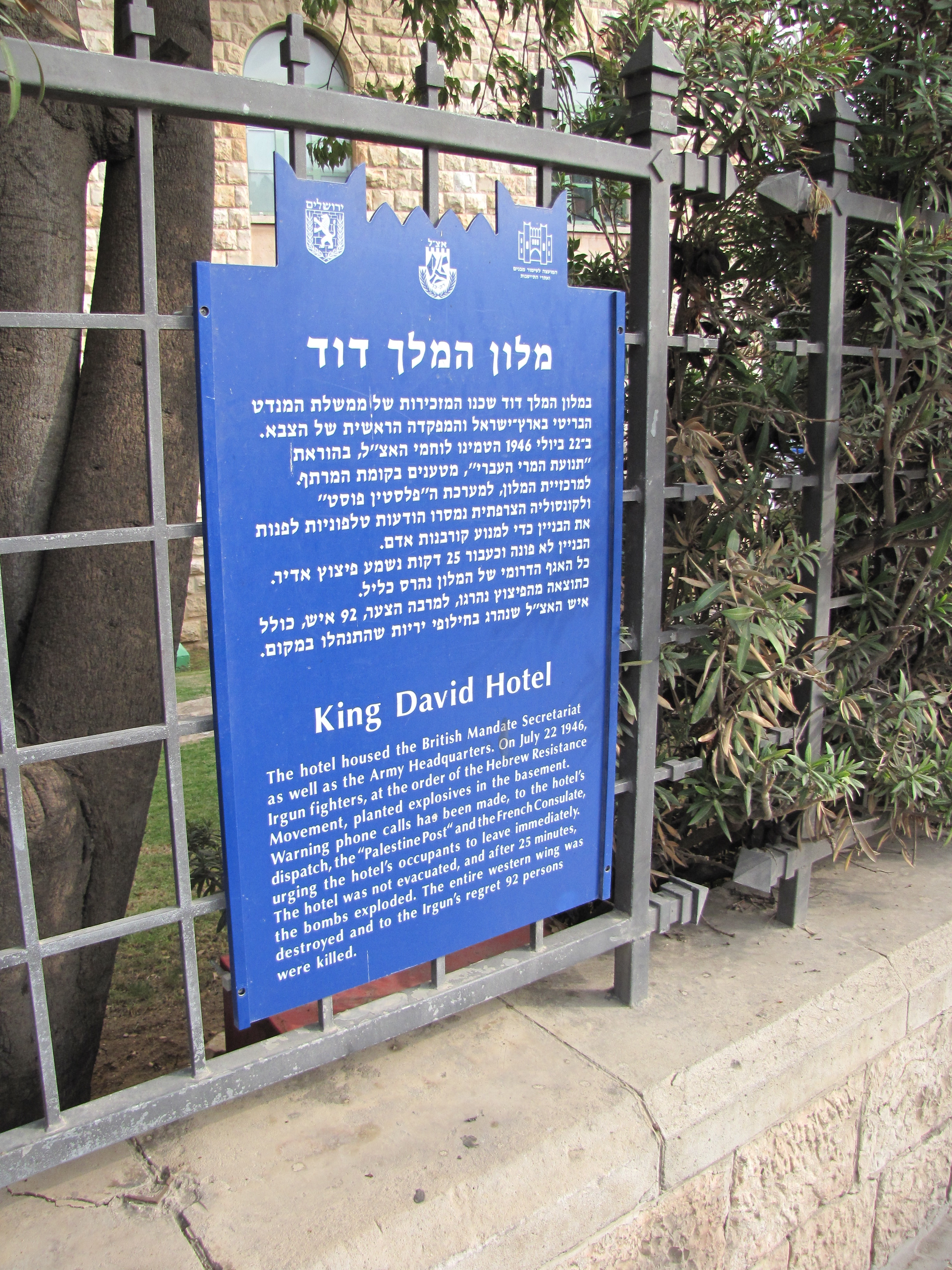
다윗 왕 호텔의 명판. 히브리어 버전에는 사망한 92명 중 이르군 대원 한 명이 총에 맞아 사망했다는 추가 문구가 있다.

외교적 분쟁을 막기 위해, 그리고 크네세트에서 이 문제를 제기한 레우벤 리블린(리쿠드) 의원의 반대에도 불구하고, 명판의 문구는 히브리어 버전보다 영어 버전에서 더 많이 변경되었다. 최종 영어 버전은 다음과 같다. "호텔, 팔레스타인 포스트, 프랑스 영사관에 경고 전화가 걸렸 [sic]고, 호텔 투숙객들에게 즉시 대피할 것을 촉구했다. 호텔은 대피되지 않았고, 25분 후 폭탄이 폭발했다. 이르군의 유감스럽게도 92명이 사망했다." 제시된 사망자 수에는 공격 중 총에 맞아 나중에 부상으로 사망한 이르군 대원 아브라함 아브라모비치가 포함되어 있지만, 표지판의 히브리어 버전에서만 이를 명확히 밝히고 있다. 히브리어 버전에는 끝에 "그곳에서 발생한 총격전에서 사망한 이르군 대원 한 명 포함"(히브리어: כולל איש האצ"ל שנהרג בחילופי יריות שהתנהלו במקום)으로 번역되는 단어가 있다.

## 같이 보기
- 이스라엘-팔레스타인 분쟁의 폭력
- 시온주의 정치 폭력

## 더 읽어보기
- 서스턴 클라크, By Blood and Fire, G. P. Puttnam's Sons, 뉴욕, 1981
- 메나헴 베긴, The Revolt, W. H. Allen, 런던, 초판 1951년, 개정판 1979년. Nash, 로스앤젤레스, 1972년. Dell, 뉴욕, 1978년.
- J. 보이어 벨, Terror Out of Zion: The Fight for Israeli Independence, Transaction Publishers, 1996
- 니콜라스 베셀, The Palestine Triangle, Andre Deutsch, 런던, 1979년. G. P. Puttnam's Sons, 뉴욕, 1979년.
- 팔레스타인 포스트, 예루살렘: 이 신문은 1946년 9월 내내 폭탄 테러에 대한 심문 내용을 보도했다.
- 폭탄 테러에 대한 심문의 최종 결과: 사본은 예루살렘 이스라엘 국립 문서 보관소에 보관되어 있다.
- 마이클 퀸틴 모튼, In the Heart of the Desert, 그린 마운틴 프레스, 2006년, 32-34쪽(사진 44쪽), 이라크 석유 회사에서 일하던 지질학자의 폭탄 테러 직후 목격담.

## 미디어에서
- 영광의 탈출 (1960), 폴 뉴먼 주연, 오토 프레민저 감독의 할리우드 영화
- 더 프라미스 (2001), 피터 코스민스키가 각본을 쓰고 감독한 4부작 영국 TV 시리즈
- In the Name of Liberation: Freedom by Any Means, Films Media Group에서 제작한 시리즈 The Age of Terror: A Survey of modern terrorism (2002)의 다큐멘터리 중 하나
- 초기 이스라엘 테러리즘 (2009), BBC 다큐멘터리
- 폭파된 호텔이 무너지는 장면은 포일의 전쟁 시리즈 8 (2015년 1월 11일) 2화의 시작을 장식한다.
- "지난 밤 우리는 공격했다: 팔레스타인의 저항 투쟁에 대한 사진 기록" (1947), 아메리칸 리그 포 어 프리 팔레스타인 제작 35mm 영화, 엘리자베스 휠러 편집, 래리 래비츠 각본, 퀸틴 레이놀즈 & 빌 파커 내레이션, 2010년 NCJF 저작권.

## 내용주
1. ↑  원본 편지는 자보틴스키 연구소 기록 보관소(k-4 1/11/5)에서 찾을 수 있다.
2. ↑  경찰 보고서 사본('CO 537 2290' 식별 코드)은 런던 공공 기록 보관소에 보관되어 있다.